# Pierre-Yves Leprince
 (mars 2014).
Si vous disposez d'ouvrages ou d'articles de référence ou si vous connaissez des sites web de qualité traitant du thème abordé ici, merci de compléter l'article en donnant les références utiles à sa vérifiabilité et en les liant à la section « Notes et références ».
Pierre-Yves Leprince est un scénographe français, peintre et écrivain, né en 1940 à Orléans.

## Biographie
Pierre-Yves Leprince est issu d'une famille d'enseignants et de peintres. Il poursuit des études de lettres classiques à Paris.
Entre 1960 et 1970, il est animateur de théâtre et enseignant. C'est à cette période qu'il découvre Proust et écrit ses premiers essais littéraires.
En 1969, collaboration avec Maria Callas pour l'album joint à la réédition de son interprétation de la Médée de Cherubini, chez EMI, à l'occasion de la sortie du film de Pasolini, Medea.
Il est producteur à France Culture de 1971 à 1976, notamment pour les émissions consacrées au centième anniversaire de la naissance de Proust.
Il commence à réaliser professionnellement des scénographies et créations de costumes en 1972. Il peint fréquemment lui-même ses décors, expose des tableaux et réalise des fresques, particulièrement en Italie où il possède, en Sicile, une maison de campagne depuis 1980 (elle inspirera son troisième roman, L'Odyssée de Rosario).
Son premier roman, Les enquêtes de Monsieur Proust , paraît chez Gallimard en mars 2014. Il est sélectionné pour le Prix Renaudot.
Il reçoit le prix Céleste Albaret en 2016 pour son deuxième roman, Les nouvelles enquêtes de Monsieur Proust .

## Théâtre

### Années 1960 - 1970
- 1966 : Caligula d'Albert Camus, mise en scène, décors, costumes, théâtre de Chartres
- 1972 : Fantasio d' Alfred de Musset, décors et costumes - mise en scène de Patrice Alexsandre, Conservatoire National d'Art Dramatique de Paris
- 1973 : L'éveil du printemps de Frank Wedekind, décors et costumes - mise en scène de Pierre Romans, Conservatoire national d'art dramatique
- 1974 : Les deux orphelines, d'Ennery et Cormon, toiles peintes et costumes - mise en scène de Jean-Louis Martin-Barbaz, théâtre du 18°, Paris
- 1975 : Reprise de L'éveil du printemps au théâtre de l'Odéon, décors, début d'une longue collaboration avec la créatrice de costumes Dominique Borg
- 1975 : Ton nom dans le feu des nuées, Elisabeth de Jean Vauthier, décor, théâtre de l'Odéon, Paris - mise en scène de Bernard Ballet
- 1976 : Histoire de Camaralzaman, texte et décors, Festival de Taormina (Sicile) - mise en scène de Pierre Romans
- 1977 : L'avare et Les femmes savantes de Molière, décors et costumes, théâtre de la Cité Universitaire, Paris - mise en scène de Jean-Louis Martin-Barbaz
- 1978 : Judith triomphante, A. Vivaldi, décors et costumes, Mai de Bordeaux - mise en scène de Dominique Delouche, direction artistique de Gabriel Dussurget
- 1978 : Le Médecin malgré lui de C. Gounod, décors et costumes, Opéra-Comique, Paris - mise en scène de Jean-Louis Martin-Barbaz
- 1979 : Tête d'Or, P. Claudel, décor et costumes, théâtre des Bouffes du Nord, Paris - mise en scène Dominique Leverd

### Années 1980 - 1990
- 1981 : Albert Herring de Benjamin Britten, décors et costumes, grand théâtre de Genève - mise en scène de Jean-Louis Martin-Barbaz
- 1985 : Le Cid, P. Corneille, décors, théâtre du Rond-Point - mise en scène de Francis Huster
- 1986 : Le Misanthrope, décor, théâtre du 8e, Lyon - mise en scène de Françoise Petit
- 1988 : De l'autre côté d'Alice, de Dominique Borg, décor, théâtre de la commune d'Aubervilliers
- 1990 : L'Officier de la garde de Ferenc Molnár, décors, Comédie des Champs-Élysées, Paris - mise en scène de Jean-Pierre Miquel
- 1991 : Loire d'André Obey, décors et costumes, théâtre des Célestins, Lyon - mise en scène de Jean-Paul Lucet
- 1991 : Mort à Vienne, ballet de Maurice Béjart, collaboration aux décors, Opéra de Paris
- 1994 : Les Chevaliers de la Table ronde de Jean Cocteau, décors - mise en scène Nicolas Briançon
- 1994 : La Source bleue  de Pierre Laville, décors - mise en scène Jean-Claude Brialy
- 1997 : Le Plaisir, d'après Crébillon Fils, décor - mise en scène Éric-Gaston Lorvoire
- 1997 : L'Arlésienne d' Alphonse Daudet, décor - mise en scène de Roger Louret
- 1997 : La Vie parisienne de Jacques Offenbach, décor, Palais Omnisports de Bercy - mise en scène de Roger Louret
- 1998 : Jacques et son maître de Milan Kundera, décors et costumes - mise en scène de Nicolas Briançon

### Années 2000 - 2010
- 2000 : Le Misanthrope, Molière, décor et costumes, Comédie-Française - mise en scène de Jean-Pierre Miquel
- 2000: Ferdinando, A. Rucello, décors et costumes, théâtre du Rond-Point, Paris - mise en scène Marcello Scuderi
- 2002 : Le Menteur de Pierre Corneille, décors et costumes, théâtre Hébertot, Paris - mise en scène de Nicolas Briançon
- 2003 : Antigone de Jean Anouilh, décor, théâtre Marigny, Paris - mise en scène de Nicolas Briançon
- 2004 : Duetto, de M. Scuderi, d'après Goldoni, traduction, théâtre du Ranelagh - mise en scène de Marcello Scuderi
- 2005 : Le Manège de Florian Zeller, décor et costumes, théâtre du Petit Montparnasse, Paris - mise en scène de Nicolas Briançon
- 2005 : Du côté de chez Proust, montage de J. Sereys, dispositif scénique, théâtre du Petit Montparnasse, Paris - mise en scène de Jean-Luc Tardieu
- 2006 : La guerre de Troie n'aura pas lieu, Jean Anouilh, décor et costumes, Festival d'Angers - mise en scène de Nicolas Briançon
- 2008 : Clérambard de Marcel Aymé, décors et costumes, théâtre Hébertot, Paris - mise en scène de Nicolas Briançon
- 2009 : La Nuit des rois, William Shakespeare, décor, Festival d'Angers - mise en scène de Nicolas Briançon[8]
- 2011 : Parce que je la vole bien, Laurent Ruquier, décor, théâtre Saint-Georges, Paris - mise en scène de Jean-Luc Moreau
- 2011 : À la recherche du temps Charlus, montage de J. Sereys, dispositif scénique, Comédie-Française - mise en scène de Jean-Luc Tardieu
- 2012 : Volpone de Ben Jonson, décor, théâtre de la Madeleine, Paris - mise en scène de Nicolas Briançon
- 2013 : Mensonges d'État, X. Daugreilh et O. Malavergne, décors, théâtre de la Madeleine, Paris - mise en scène de Nicolas Briançon
- 2014 : Comme un arbre penché de Lilian Lloyd, scénographie, théâtre La Bruyère, Paris - mise en scène de Jean-Luc Tardieu
- 2014 : Roméo et Juliette de William Shakespeare, décors, théâtre de la Porte-Saint-Martin, Paris - mise en scène de Nicolas Briançon
- 2014 : Les Vaisseaux du cœur, d'après Benoîte Groult, scénographie, théâtre du Petit Montparnasse, Paris - mise en scène de Jean-Luc Tardieu

## Littérature
- Les enquêtes de Monsieur Proust, roman, Gallimard, 2014. Prix Jacques-de-Fouchier de l’Académie française  (ISBN 978-2-07-014501-0)

- Les nouvelles enquêtes de Monsieur Proust, roman, Gallimard, 2015. Prix Céleste Albaret[9] (ISBN 978-2-07-014903-2)
- L’Odyssée de Rosario, roman, Gallimard, 2016  (ISBN 978-2-07-017950-3)